# SNTモーティブ
SNTモーティブ（英: S&T Motiv Corporation、朝鮮語: SNT모티브주식회사）は、韓国の銃器と自動車部品のメーカーである。その銃器は、韓国軍のほとんどの前線部隊に装備されている。韓国、中国、アメリカ、ポーランド、メキシコ、インドに製造工場をおく。旧社名は「大宇精密工業」「S&T大宇」「S&Tモーティブ」。

## 概要
前身は大宇財閥の軍事装備品や防衛火器類を開発製造する中核企業の大宇精密工業であり、現在はS&Tグループの中核企業の一つになっている。S&Tグループは、S&Tモチーフ（KOSDAQ証券番号064960)、S&Tエネルギー(KOSDAQ証券番号100840)、S&Tホールディングス(KOSDAQ証券番号036530）、S&T重工業(KOSDAQ証券番号003570)、S&T貯蓄銀行などが中核企業となっている。 
S&T Motiv は長年間、K1サブマシンガン、K2ライフル、K3軽機関銃、K4高速榴弾機関銃、K5ピストル、K7消音サブマシンガン、XK8/ DAR-21ライフル、USAS-12自動散弾銃、K11スナイパーライフル銃、K12狙撃ライフル、K14狙撃ライフル、戦車や艦船用の種駆動装置なども製造している。
S&T Motiv は、2010年あたりまでは防衛産業メーカーのイメージが強かったが、今は自動車部品事業の売上高の割合が全体売上の85％を超えるという。
特に、Joseph T.K Kim CEO(2004-2019)時代に大幅構造改革が行われ、防衛産業の一本柱から、防衛産業、自動車電装事業、電動モーター等部品事業の三本柱に事業拡大を行い、自動車モーター、電子電装製品、ドライブユニット、エンジン/トランスミッション、シャーシ、エアバッグ、自動運転サポート部品などの自動車関連設備と部品を製造する中核企業として成長した。
防衛産業は、海上と陸上の精密火器と先端駆動装備に集中することになり、高耐久性と高精密を実現した先端火器類をはじめ、K-14スナイパーライフルなど高精度ライフル、各種ピストル、機関銃、狙撃用ライフル、電子誘導近距離榴弾など火器類のフルラインナップを備えている。そのた、海上戦艦用連射砲装備システム、陸上戦車用駆動システム、ヘリコプター搭載用空対地狙撃システムなどがある。これらの火器類と装備類は、米国、東南アジア、中東などに一部の国の国防省でも採用している。
自動車電装事業、電動モーター等部品事業は、現代自動車、ルノーサムスン自動車、トヨタ自動車傘下のメーカー、本田技研工業傘下メーカー、ゼネラルモーターズ、メルセデス・ベンツ、ロバート・ボッシュ、BMW、フォルクスワーゲン、フォード・モーター、ポルシェなどで採用している。2011年には、120cc～300cc級の二輪車製造をメインとするSuzuki Hyosungモータズを買収し、社名をS&Tモーターズとして子会社に編入したが、2014年にはS&Tモーターズをコラオグループに売却した。2019年3月には子会社であるS&TCの株式を持株会社であるS&Tホールディングスに売却した。

## 歴史
1981年12月に大宇財閥の子会社の大宇精密工業として設立された。当時は、「ソジン」「大宇」ブランドで小銃やアップライトピアノ、グランドピアノを製造していた。
1977年に大宇財閥が買収した驪州市の楽器工場「ソジン」は元々ギターを生産していたが、1976年にアップライトピアノの生産を開始した。1980年から1991年にかけて、大宇はソジン、ロイヤル、デイトロン、大宇、シェイファー&サンズ、シャーマンクレイ（1987年まで）、クラインなどの名前でピアノを輸出した。
1986年に大宇精密工業は自動車部品の製造に進出し、1989年には電子ピアノの製造を開始した。1990年には、アップライトピアノ13,452台、グランドピアノ2,364台、電子ピアノ2,120台を生産した。
1991年、大宇精密工業はドイツのピアノメーカーであるイバッハの株式を33%購入し、ソジンの製造設備を中国企業に売却し、イバッハの機械に入れ替えた。レナー・アクションやデリニエ・レストプランクなどの部品を使用し、より高水準のピアノを生産した。1991年、中国・営口市の東北鋼琴（ドンベイピアノ）と提携し、中国東北部の遼寧省の良質な木材を使用したアップライトピアノの生産に協力した。1996年にはグランドピアノの生産にも協力した。
1992年12月、大宇精密工業は韓国証券取引所に上場した。
1997年、大宇精密工業はピアノの生産を中止し、東北鋼琴に設備とデザインのほとんどを売却した。デザイナーや技術者の一部は、東北鋼琴に移籍した。
大宇財閥の破綻を受けて、2002年2月に分社化され、2002年3月に韓国の株式市場に再上場した。2006年6月にS&Tホールディングスが株式の大半を取得し、2006年9月にS&T大宇に社名変更した。2012年3月にはS&Tモーティブに社名変更した。
2018年のDX Koreaでは、韓国の法執行機関の要求に基づく9mmリボルバーと、韓国軍との契約の可能性があるAR-10タイプのライフルの開発を発表した。

## 小火器

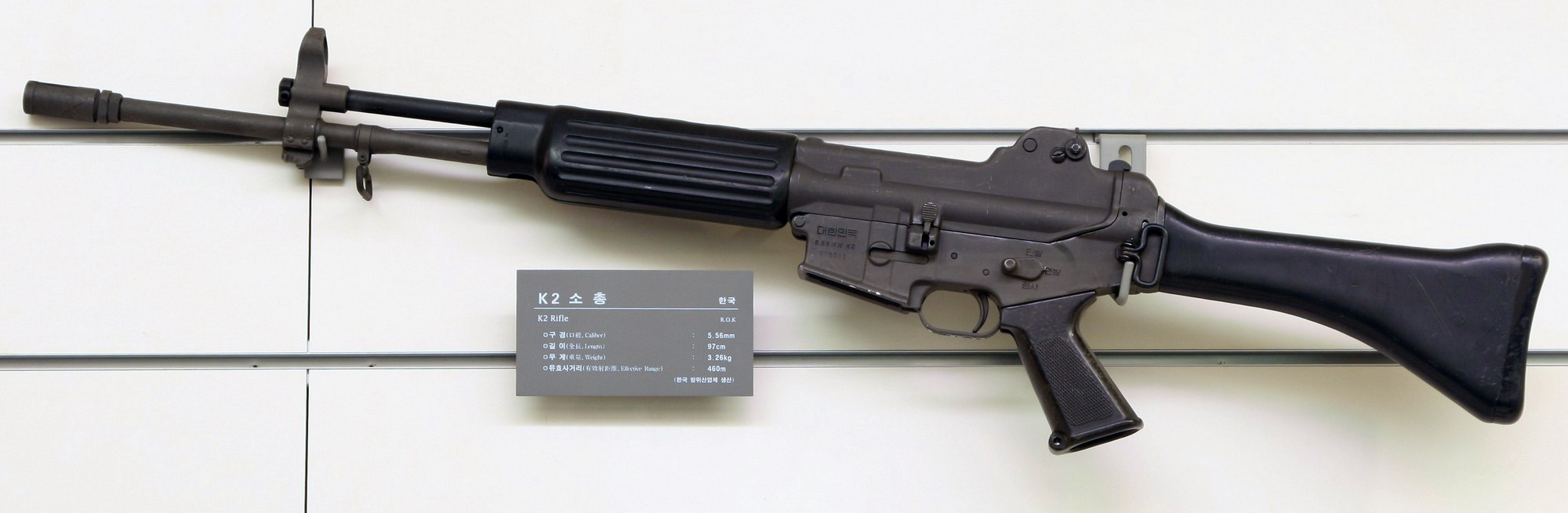
K2ライフル

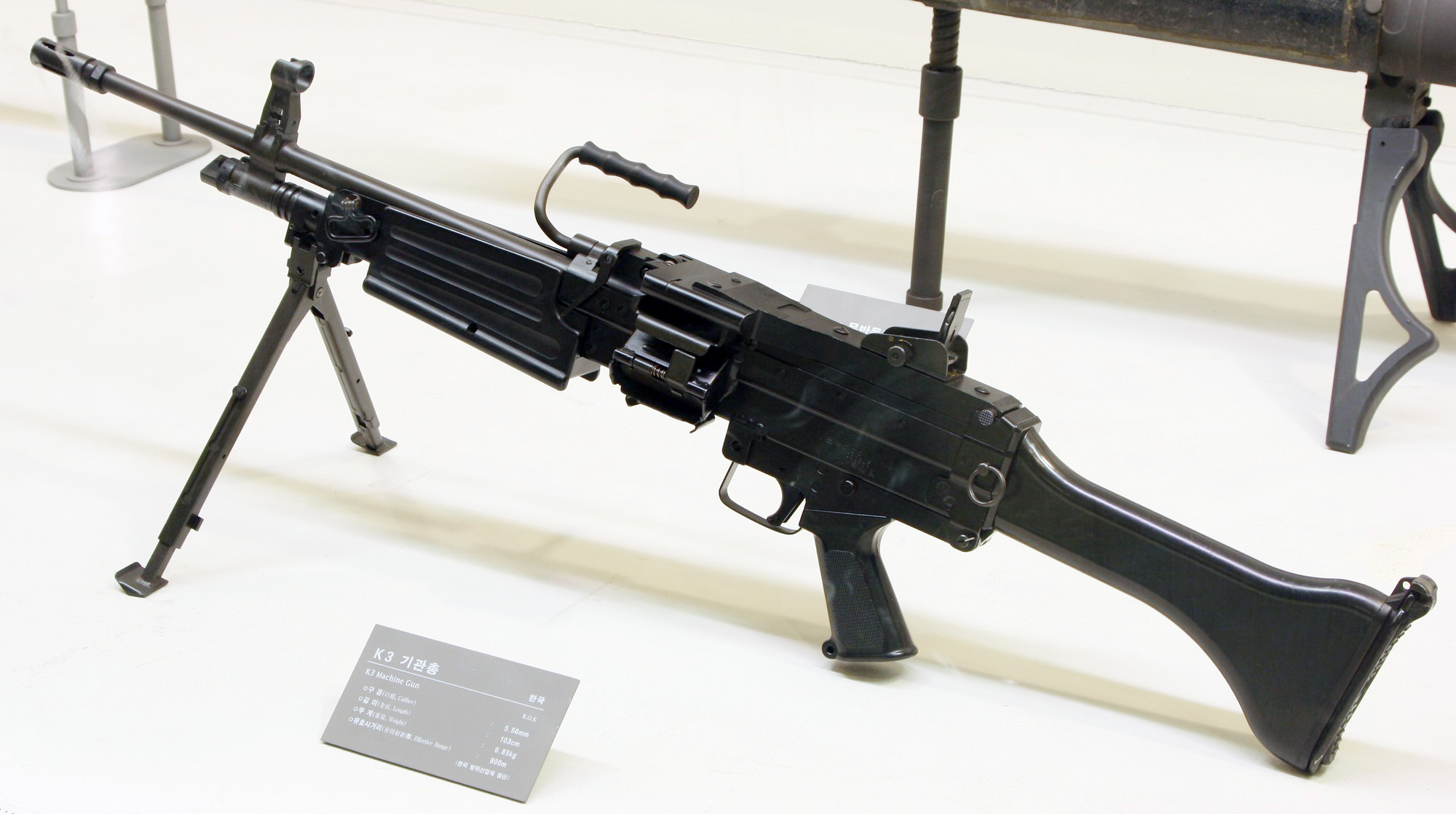
K3軽機関銃

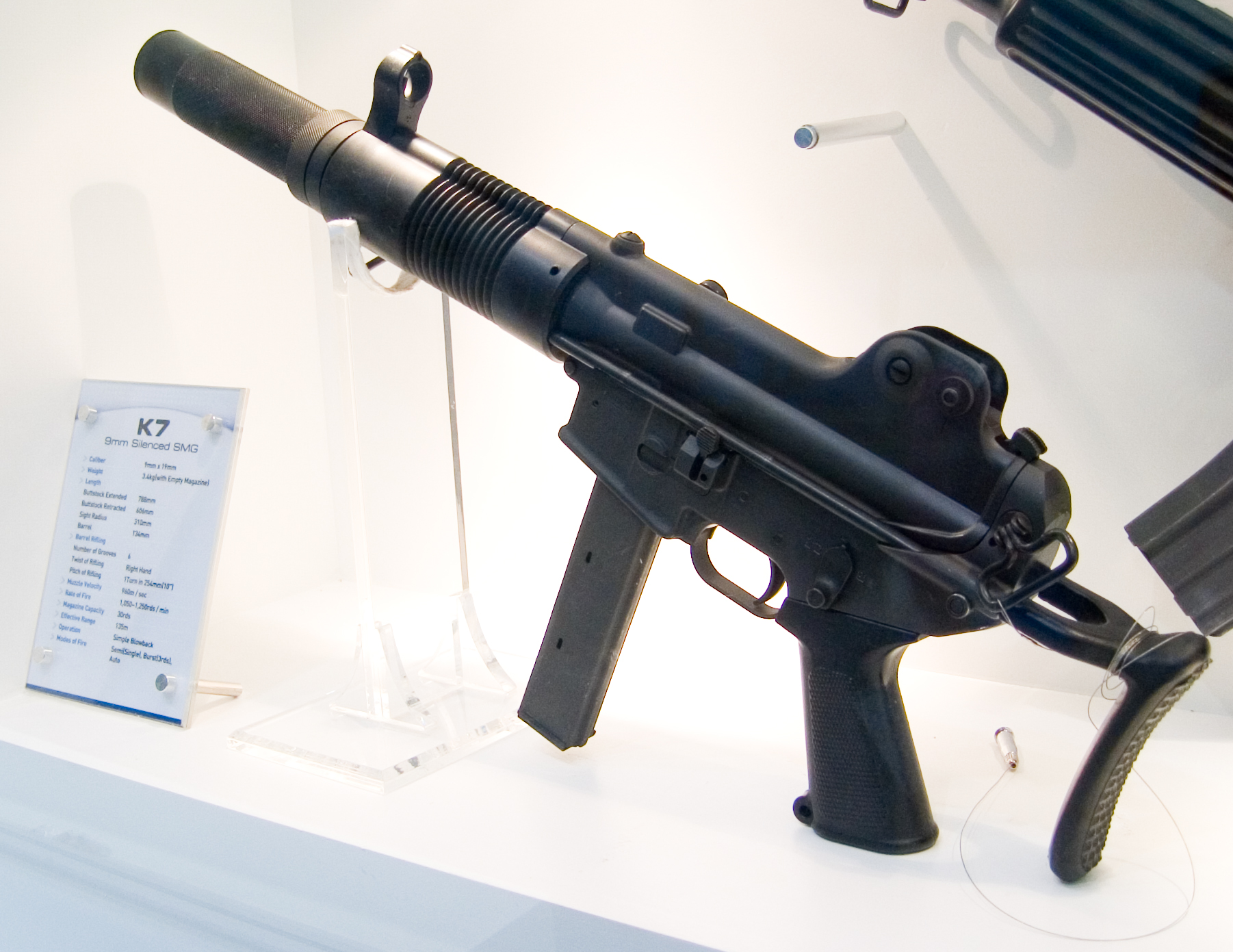
K7消音サブマシンガン

### ライセンス生産
- M1911軍用自動拳銃
- M16A1自動小銃[7]
- M60D機関銃
- M203 グレネードランチャー[8]
- F90自動小銃[9]

### 自社設計
- USAS-12自動散弾銃
- K1サブマシンガン
- K2ライフル[10]
- K3軽機関銃
- K4 グレネードランチャー（朝鮮語版）
- K5ピストル[11]
- K7消音サブマシンガン
- XK8/ DAR-21ライフル
- XK9サブマシンガンen（）
- XK10サブマシンガン
- K11複合型小銃
- K12機関銃（朝鮮語版）
- K14狙撃ライフル（朝鮮語版）